# Norwegische Meisterschaften im Biathlon 1984
Die norwegischen Meisterschaften im Biathlon 1984 fanden vom 27. bis 29. Januar 1984 in der Kommune Vossestrand, Provinz Hordaland statt. Ausgetragen wurden für Männer und Frauen je ein Einzel- und ein Sprintrennen sowie ein Staffelwettkampf.

## Männer

### Einzel (20 km)
| Platz | Starter         | Verein    | Zeit        | Fehler |
| ----- | --------------- | --------- | ----------- | ------ |
| 1     | Eirik Kvalfoss  | Voss      | 1:05:36,0 h | 4      |
| 2     | Rolf Storsveen  | Elverum   | 1:07:20,3 h | 3      |
| 3     | Gisle Fenne     | Voss      | 1:07:40,4 h | 3      |
| 4     | Tov Løvstuen    | Hol       | 1:07:52 h   | 1      |
| 5     | Øivind Nerhagen | Elverum   | 1:08:00 h   | 5      |
| 6     | Halvard Strand  | Løkken IF | 1:08:35 h   | 0      |

Start: 27. Januar 1984

### Sprint (10 km)
| Platz | Starter          | Verein    | Zeit        | Fehler |
| ----- | ---------------- | --------- | ----------- | ------ |
| 1     | Johnny Rognstad  | Roverud   | 30:46,0 min | 1      |
| 2     | Eirik Kvalfoss   | Voss      | 30:48,6 min | 3      |
| 3     | Øivind Nerhagen  | Trysil    | 31:10,3 min | 1      |
| 4     | Rolf Storsveen   | Elverum   | 31:49,6 min | 2      |
| 5     | Svein Engen      | Ringerike | 32:21,6 min | 2      |
| 6     | Jarle Tvinnereim |           | 32:47,1 min | 1      |

Start: 28. Januar 1984

### Staffel (4 × 7,5 km)
| Platz | Starter                                                   | Region              | Zeit        |
| ----- | --------------------------------------------------------- | ------------------- | ----------- |
| 1     | Arne Storsveen Øivind Nerhagen Rolf Storsveen Kjell Søbak | Østerdal            | 1:40:34,0 h |
| 2     | Ole Elvebakk Sverre Istad Gisle Fenne Eirik Kvalfoss      | Hardanger og Voss   | 1:43:07,1 h |
| 3     | Jakob Skogseid Magne Istad Einar Bystøl Bjørn Finne       | Hardanger og Voss 2 | 1:49:49,2 h |

Start: 29. Januar 1984

## Frauen

### Einzel (10 km)
| Platz | Starter           | Verein      | Zeit        | Fehler |
| ----- | ----------------- | ----------- | ----------- | ------ |
| 1     | Mette Mestad      | Torridal    | 44:21,8 min | 3      |
| 2     | Gry Østvik        | Odal        | 44:23,9 min | 3      |
| 3     | Sanna Grønlid     | Tingelstad  | 44:57,6 min | 4      |
| 4     | Ingeborg Krokstad | Krokstadøra | 45:41,6 min | 5      |
| 5     | Siv Bråten        | Tingelstad  | 47:16,2 min | 3      |

Start: 27. Januar 1984

### Sprint (5 km)
| Platz | Starter           | Verein      | Zeit        | Fehler |
| ----- | ----------------- | ----------- | ----------- | ------ |
| 1     | Rigmor Hansen     | Målselv     | 22:24,6 min | 1      |
| 2     | Mette Mestad      | Torridal    | 22:58,1 min | 2      |
| 3     | Ingeborg Krokstad | Krokstadøra | 23:40,8 min | 4      |
| 4     | Sanna Grønlid     | Tingelstad  | 24:16,7 min | 5      |
| 5     | Gry Østvik        | Odal        | 24:21,1 min | 4      |

Start: 28. Januar 1984

### Staffel (3 × 5 km)
| Platz | Starter                                | Region  | Zeit        |
| ----- | -------------------------------------- | ------- | ----------- |
| 1     | Eli Nordmo Rigmor Hansen Siri Grundnes | Agder   | 1:16:20,0 h |
| 2     | Siv Bråten Marit Horgen Siri Grundnes  | Oppland | 1:16:44,5 h |
| 3     | Mette Mestad Reidun Åsan Bente Mestad  | Agder   | 1:18:16,2 h |

Start: 29. Januar 1984